# سو هارت
سو هارت (بالإنجليزية: Su Hart)‏ هي موسيقية بريطانية، ولدت في 3 سبتمبر 1959 في غيتسهيد في المملكة المتحدة.